# Pierre-Yves Simonin
Pierre-Yves Simonin (* 15. August 1937 in Bern) ist ein ehemaliger Schweizer Diplomat.

## Leben
Simonin ist der Sohn des Ministerialbeamten Pierre Simonin, der zwischen 1942 und 1950 Sektionschef im Volkswirtschaftsdepartement war, sowie ein Enkel des Politikers Henri Simonin, der unter anderem Mitglied des Nationalrates sowie des Berner Regierungsrates war.
Er selbst trat 1964 in den diplomatischen Dienst ein und war, unter anderem zwischen 1969 und Juni 1970, Botschaftssekretär an der Botschaft in Brasilien und anschliessend, von 1970 bis 1975, Sekretär des Aussenministers, des Vorstehers des Politischen Departements Pierre Graber.
Ab 1975 und bis 1979 war Simonin Mitarbeiter (Kulturrat) an der Botschaft in Italien und danach Erster Mitarbeiter (mit Ministertitel) an der Botschaft in den USA. Er wurde darauf zum Botschafter ernannt und übernahm, am 1. September 1983, die Nachfolge von Ernest Bauermeister als Botschafter in Israel. Diesen Posten bekleidete er bis zum 30. Juni 1987 und wurde danach von Jean-Pierre Keusch abgelöst. Alsdann übernahm er am 1. Oktober 1987 von Alfred Hohl den Posten als  Botschafter in Jugoslawien und verblieb dort bis zum 31. Dezember 1989, woraufhin Jean-Jacques Indermühle seine Nachfolge antrat. Nach anderen Verwendungen in Bern (Stellv. Politischer Direktor des EDA), wurde er am 2. August 1993 Nachfolger von Gaspard Bodmer als Botschafter in Belgien. Er bekleidete dieses Amt bis zum 31. August 1999 und wurde daraufhin von Robert Mayor abgelöst. Er war zugleich seit dem 29. Oktober 1997 als Chef der schweizerischen Mission bei der NATO akkreditiert.
Von 1999 bis 2005 vertrat Simonin den Souveränen Malteser-Ritterorden bei der UNO in Genf als Botschafter und Ständiger Beobachter.